# Kastra

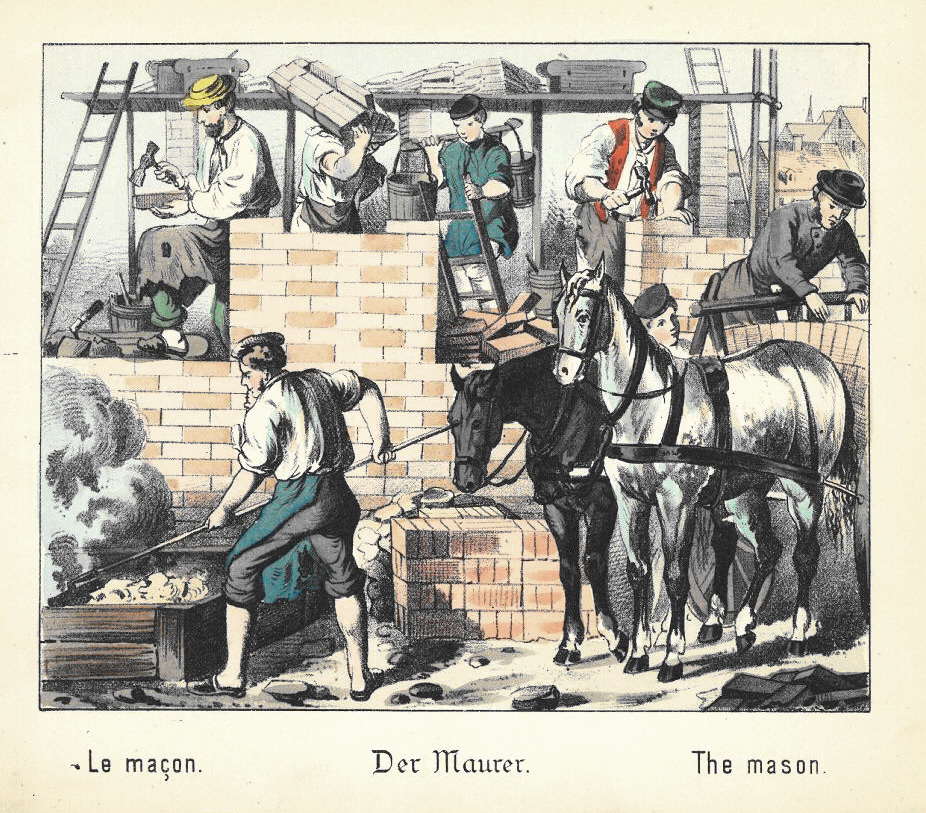
Na najwyższym poziomie znajdują się dwie kastry

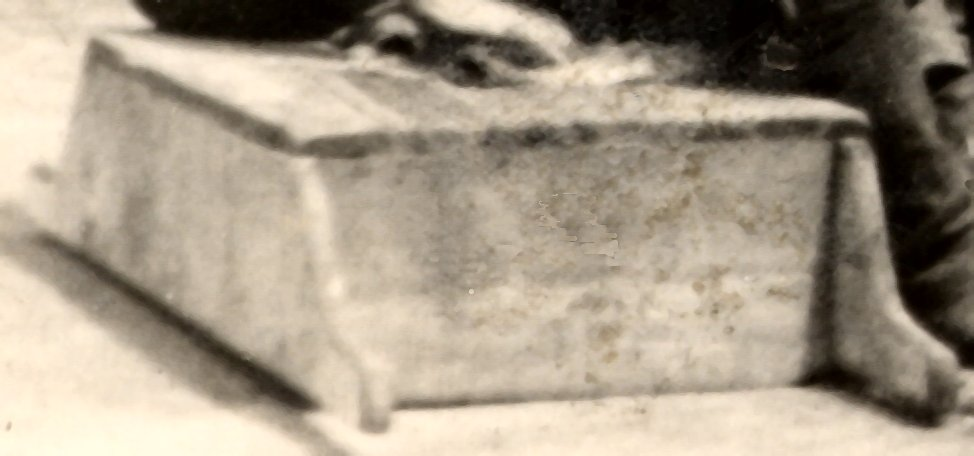
Kastra, odwrócona do siedzenia

Kastra (łac. castra – czworobok obronny rzymskiego obozu) – skrzynia murarska wykonana z drewna lub metalu, przeznaczona do przygotowywania i przechowywania zaprawy murarskiej. Ma płaskie dno i parzyste uchwyty po obu stronach, służące do przenoszenia. Uchwyty są zrobione z desek tworzących skrzynię i poza nią wystających. Ta wystająca część jest zwężana tak, że może służyć jako uchwyt. Kastrę ustawia się przy miejscu pracy murarza, tak aby mógł do niej sięgać kielnią. Gotową zaprawę donosi się do niej wiadrami. Kastry z zaprawą zwykle się nie przenosi, bowiem jest to konstrukcja dość słaba; ciężka zaprawa łatwo powoduje odrywanie desek obudowy. Bywało, że łączenia wzmacniano blachą.
Obecnie kastry o różnej pojemności coraz częściej przypominają wiadra, są produkowane z tworzyw sztucznych. Zmiana kształtu spowodowana jest użyciem mieszadeł mechanicznych.